# Arenitas Blancas
Arenitas Blancas ist eine Ortschaft in Uruguay.

## Geographie
Sie befindet sich auf dem Gebiet des Departamento Salto in dessen Sektor 1 am linksseitigen Ufer des Río Uruguay sowie demjenigen des Cañada del Paraguay. Flussaufwärts des Río Uruguay liegt im Nordosten in etwa einem Kilometer Entfernung die Departamento-Hauptstadt Salto. Südlich fließt zudem der Cañada de la Viuda.

## Einwohner
Arenitas Blancas hatte bei der Volkszählung im Jahr 2011 155 Einwohner, davon 79 männliche und 76 weibliche.
| Jahr | Einwohner |
| ---- | --------- |
| 1963 | 15        |
| 1975 | 9         |
| 1985 | 88        |
| 1996 | 134       |
| 2004 | 210       |
| 2011 | 155       |

Quelle: Instituto Nacional de Estadística de Uruguay